# Rappi
Rappi é uma startup de entrega sob demanda com sede em Bogotá, Colômbia, foi fundada na Colômbia em 2015 por Simón Borrero, Sebastián Mejía e Felipe Villamarín e hoje opera na Colômbia, Argentina, Brasil, Chile, Equador, México, Peru, Costa Rica e Uruguai. A empresa trabalha no segmento de delivery e realiza entregas de Supermercado, Restaurantes, Farmácia, Express, Shopping, Bebidas e seu serviço exclusivo de viagens, o Rappi Travel.

## Formas de pagamento e bônus
Na hora da compra, o usuário pode fazer o pagamento de forma automática com diferentes métodos, como cartão de crédito, débito, PayPal, Google Pay, vale refeição ou dinheiro.
O usuário pode cadastrar seus cartões de forma segura e utilizar os cupons das lojas ou disponibilizados pela própria Rappi. Ela também tem um serviço de indicação, em que o usuário envia até R$ 150,00 de RappiCréditos para seu amigo usar com frete e quando ele efetua a primeira compra você recebe R$ 20,00 para usar no aplicativo.

## Rappi Prime
O Rappi Prime é um serviço de assinatura da Rappi. Com um pagamento mensal ou anual, o assinante tem diversas vantagens no uso do aplicativo, como ofertas exclusivas,  frete grátis Rappi em todos os pedidos acima de R$ 30,00, suporte exclusivo ao cliente Rappi Prime 24 horas por dia e pontos para o Rappi Rewards, o sistema de premiação do aplicativo.
O pacote anual de assinatura Rappi Prime custa R$299,00, com a possibilidade de ser dividido no cartão de crédito, resultando em R$24,92 por mês. O pacote mensal, por sua vez, é de R$29,90. Para quem é usuário bem frequente do aplicativo, a assinatura vale a pena, já que fornece diversas vantagens, principalmente em descontos.

## Serviços adicionais
Em parceria com grandes varejistas, o RappiMall foi lançado em 2020. O serviço entrega produtos de shoppings brasileiros em menos de uma hora.
Em 2020, a Rappi anunciou a criação do Rappi Travel, um serviço que permite que os usuários reservem voos, hotéis, e muito mais, por meio do aplicativo. Atualmente, esse serviço está crescendo em média 35% todo mês.

## Pacto global da Organização das Nações Unidas
Rappi adere ao Pacto Global da ONU e acaba criando o Rappi Impact HUB, que será o canal da empresa para construir e acelerar iniciativas com foco em impacto econômico, social e ambiental na região, a América Latina, que enfrenta desafios complexos para proteger e garantir um futuro viável para as comunidades e as gerações futuras.
"No Rappi, com nosso trabalho diário, temos construído grande impacto em nossa gente, no ecossistema e, acima de tudo, para a nossa região. Como empresa comprometida com o desenvolvimento da América Latina, decidimos contribuir de forma mais ativa e visível, traçando um caminho claro para alcançar a Agenda 2030 nos países onde operamos”, disse Sebastián Mejía, Presidente e Cofundador do Rappi."

## Estratégia ESG
O Rappi impacto vai acelerar, por meio de diversas ações, nosso impacto nas economias locais, para criar mais oportunidades de trabalho inclusivas, que gerem uma mobilização social sustentável, para lutar pela erradicação da fome nas comunidades mais carentes e para reduzir progressivamente a pegada ambiental em nossa cadeia de valor.

## Copa do Mundo da FIFA Qatar 2022
A Rappi esteve presente como uma das empresas parceiras apoiando a seleção brasileira durante a Copa do Mundo da FIFA de 2022, no Catar,  juntamente com mais 21 empresas parceiras. O número é maior em relação ao último mundial, em 2018, que teve apenas nove empresas. Entre as parceiras deste ano estão: Rappi, Nike, Ambev, Itaú, Vivo, Neoenergia, Cimed, Gol, Mastercard, Pague Menos, 3 Corações, Technogym, Fiat, Meta e Zé Delivery.

## Presidência
A organização apresentou em maio de 2023 o novo CEO da organização Felipe Criniti, posto ocupado anteriormente pela Tijana Jankovic, atual vice-presidente.

## Prêmios
- Prêmio iBest 2022 — Rappi recebeu o TOP3 na categoria SuperApps pelo Júri Academia.[12]
- Prêmio iBest 2022 — Rappi Recebeu o TOP3 na categoria Supermercados pelo Júri academia.[13]
- Prêmio iBest 2022 — Rappi Recebeu o TOP3 na categoria Delivery pelo voto popular e Júri academia.[14]